# Vuk Lazarević
Vuk Lazarević, srp. Вук Лазаревић, (oko 1380. – 1410.) je mlađi sin kneza Lazara i kneginje Milice Hrebeljanović.
Rođen je poslije 1380. godine, pošto se zna da je njegov stariji brat Stefan rođen oko 1377. godine. U vremenu poslije Kosovske bitke 1389. godine, Vuk vlada zajedno s bratom, majkom i Jefimijom, udovicom despota Uglješe Mrnjavčević. Bila je to neka vrsta obiteljskog vijeća Lazarevića. U bitci kod Angore, Vuk je s bratom Stefanom i sinovima Vuka Brankovića - Grgurom i Đurađem sudjelovao na strani Turaka kao vazal protiv Mongola predvođenih Tamerlanom. Braća Lazarević su, poslije bitke u kojoj su spasili život Bajazitovom sinu Sulejmanu, krenuli put Srbije morem i došli u Zetu kod svog zeta Đurađa Balšića. Prije toga Stefan se kod cara Bizanta, Ivana VII. Paleologa okitio titulom despota.
Poslije povratka u Srbiju, braća Lazarević su se suočila s napadom Đurađa Brankovića i Turaka. Đurađ je uspio privoliti Turke za ovaj napad nezadovoljan sve većom dominacijom kuće Lazarević. U bitci koja se odigrala na Kosovu, Lazarevići su podijelili svoju vojsku na dva dijela. Vuk je zapovijedao većim odredom koji je napao odred pod zapovjedništvom Đurađa, ali biva poražen i ostaje s dvadesetak vojnika. Stefan, pak, pobjeđuje drugi turski odred i rasplamsavaju se prvi sukobi među sinovima kneza Lazara. Vuk traži dio teritorija Srbije za sebe, ali Stefan uporno odbija komadanje zemlje. To prouzrokuje Vukov odlazak na dvor Sulejmana, vladara europskog dijela Turske. Kneginja Milica je pokušala zamoliti sultana Sulejmana da ne podrži Vuka. Došlo je do privremenog zatišja, a Stefan je stupio u pregovore s Ugarskom. Od kralja Žigmunda dobio je titulu viteza Zmaja Prvog reda, najprestižniju ugarsku titulu. Shvativši da neće uspjeti preuzeti vlast, Vuk je nagovorio Sulejmana za napad, ukazujući na Stefanovu podanost Ugarima. Obećao je Turcima vazalstvo ako dođe na vlast. 
Početkom 1409. s turskom vojskom i grupom nezadovoljnih Srba napao je Stefana. U međuvremenu im se pridružuje i Đurađ Branković. Uspjevaju upasti do Beograda, i poslije pregovora sa Stefanom dolazi do podjele Srbije u kojoj Vuk uzima južni dio, a despot Stefan sjeverni s Beogradom. Stariji brat je ugarski, a mlađi turski vazal, ali Vuk uzima i polovinu prihoda sa Stefanovog teritorija. Kada je došlo do vrhunca rasplamsavanja sukoba među Bajazitovim sinovima, 1409. godine, oba brata su u vojsci Bajazitovog sina Muse. Stefan je dobio jamstva da će za vojevanje dobiti od Vuka oduzete teritorije. Vuk je također dobio jamstva da će očuvati svoje teritorije, pa je uvidjevši Musinu dvoličnost, odluči tajno sklopiti savez s Musinim bratom Sulejmanom. Musa je zbog toga odlučio kazniti smrću Vuka, ali je Stefan, i pored dotadašnjih razmirica, odlučio jamčiti za brata. Za to vrijeme Vuk je pobjegao u Sulejmanov tabor. Iz bitke Sulejman izlazi kao pobjednik. Vuk Lazarević i njegov sestrić Lazar Branković su članovi pobjedničke vojske i kreću prema Srbiji.
Vuk je želio što prije osvojiti vlast u zemlji, ali ga je zarobila Musina vojska. Pokušao je moliti Musu za oprost, ali je ipak pogubljen 1410. godine.